# بالاتنه

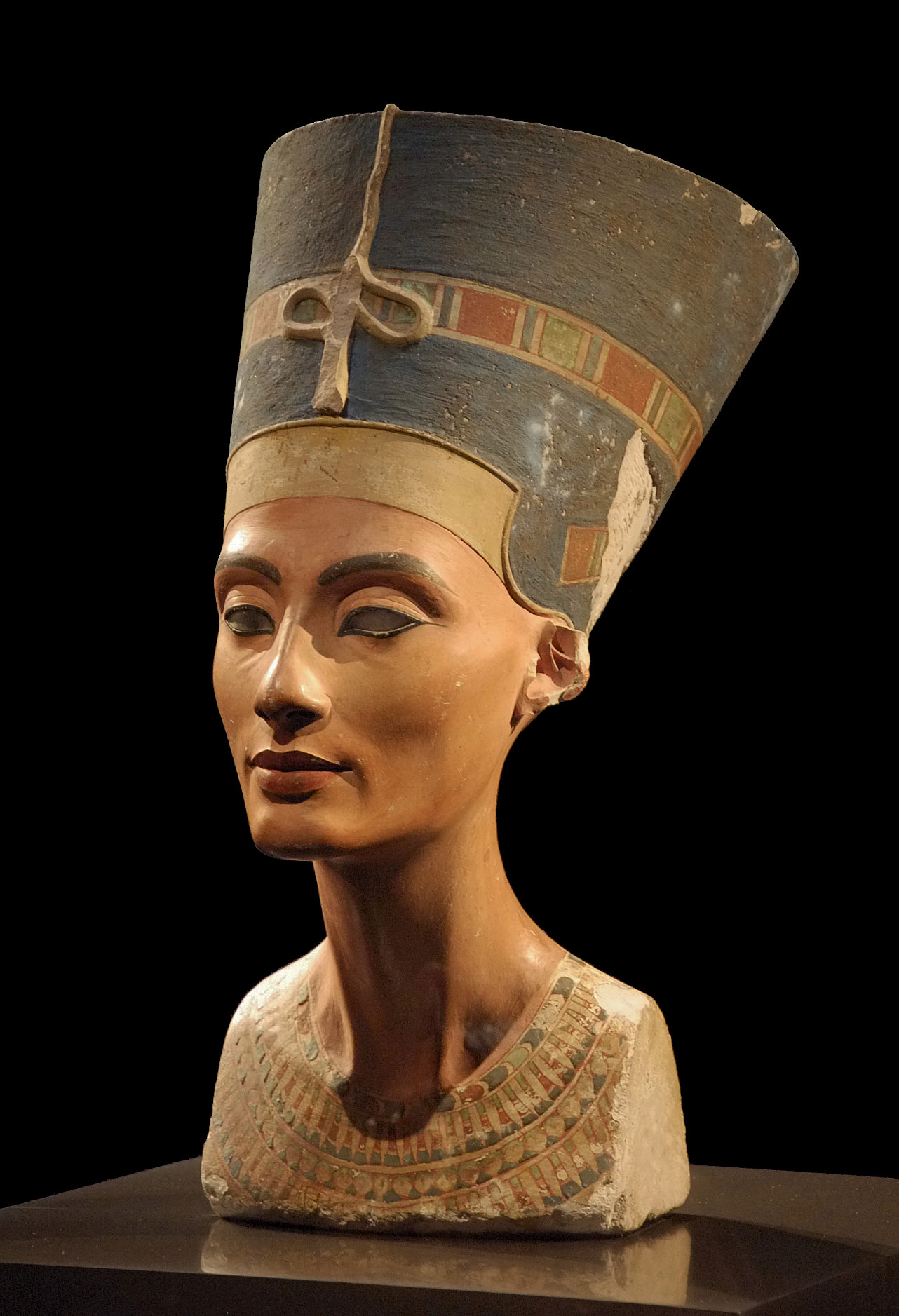
بالاتنه نفرتیتی

بالاتنه در کالبدشناسی به بخش بالایی پیش و پسِ تنه از زیر گردن تا کمر گویند اما در کاربردهای عرفی ممکن است سر و گردن و بازوان و ساعدها و دست‌ها نیز جزو بالاتنه انگاشته شوند.

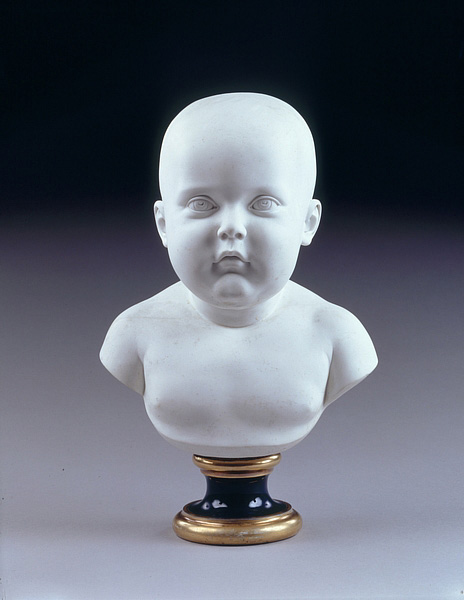
ناپلئون دوم

واژهٔ بالاتنه برای پیکره‌هایی که فقط بخش بالایی پیکر آدمی (معمولاً شامل سر و گردن و قسمتی از سینه و شانه‌ها) را نمایش می‌دهند، نیز کاربرد دارد. در این مورد در برخی مواقع از واژگانی نظیر مجسمه نیم‌تنه، پاسنگ، پایه ستون یا پایه مجسمه نیز استفاده می‌شود.
این واژه در خیاطی نیز پرکاربرد و مهم بوده و برای دوخت جامه‌ها اندازه‌گیری می‌گردد.